# Place Pan-Yuliang
La place Pan Yuliang est une voie parisienne située dans le 3e arrondissement de Paris, en France.

## Situation et accès
La place est située dans le quartier des Arts-et-Métiers, à l'intersection des rues de Turbigo et Réaumur.

## Origine du nom
La place rend hommage à Pān Yuliang (1895–1977), artiste peintre chinoise.

## Historique
Par délibération du 6 juin 2025, la voie prend la dénomination de « Place Pan Yuliang ».